# Sydonia apomecynoides
Sydonia apomecynoides là một loài bọ cánh cứng trong họ Cerambycidae.